# Seocho-gu
Seocho-gu  (Hangul: 서초구; Hanja: 瑞草區; Hán Việt: Thụy Thảo khu) là một quận (gu) của thủ đô Seoul, Hàn Quốc. Đây là nơi sinh sống của những cộng đồng đông đảo người phương Tây, đặc biệt là người Mỹ và người Pháp. Quận có diện tích 47,14 km², dân số 4.018.58 người. Đây cũng là nơi đặt trụ sở chính của tập đoàn Samsung ở Seocho-dong, gần nhà ga tàu điện ngầm Gangnam. Seocho còn là quận lớn nhất của Seoul và được chia ra làm 18 phường (dong).

## Phân cấp hành chính
| Hành chính (Dong - Phường) | Hangul   | Hanja  | Diện tích (km2) | Mật độ dân số | Dân số (người) |
| -------------------------- | -------- | ------ | --------------- | ------------- | -------------- |
| Seocho 1-dong              | 서초1동  | 瑞草洞 | 1.35            | 9,329         | 21,121         |
| Seocho 2-dong              | 서초2동  | 瑞草洞 | 1.23            | 8,612         | 18,743         |
| Seocho 3-dong              | 서초3동  | 瑞草洞 | 3.05            | 13,955        | 30,873         |
| Seocho 4-dong              | 서초4동  | 瑞草洞 | 0.88            | 11,068        | 31,704         |
| Jamwon-dong                | 잠원동   | 蠶院洞 | 1.8             | 13,394        | 32,853         |
| Banpo bon-dong             | 반포본동 | 盤浦洞 | 0.97            | 4,126         | 12,010         |
| Banpo 1-dong               | 반포1동  | 盤浦洞 | 0.88            | 14,409        | 32,604         |
| Banpo 2-dong               | 반포2동  | 盤浦洞 | 1.25            | 5,123         | 16,161         |
| Banpo 3-dong               | 반포3동  | 盤浦洞 | 1.37            | 7,648         | 22,003         |
| Banpo 4-dong               | 반포4동  | 盤浦洞 | 1.43            | 7,306         | 19,503         |
| Bangbae bon-dong           | 방배본동 | 方背洞 | 0.67            | 7,981         | 21,192         |
| Bangbae 1-dong             | 방배1동  | 方背洞 | 0.68            | 7,698         | 17,451         |
| Bangbae 2-dong             | 방배2동  | 方背洞 | 1.94            | 8,704         | 20,480         |
| Bangbae 3-dong             | 방배3동  | 方背洞 | 2.4             | 8,377         | 21,793         |
| Bangbae 4-dong             | 방배4동  | 方背洞 | 0.95            | 9,804         | 23,720         |
| Yangjae 1-dong             | 양재1동  | 良才洞 | 5.76            | 18,305        | 45,065         |
| Yangjae 2-dong             | 양재2동  | 良才洞 | 7.58            | 10,835        | 22,671         |
| Naegok-dong                | 내곡동   | 內谷洞 | 12.69           | 7,338         | 18,305         |
| Seocho-gu                  | 서초구   | 瑞草區 | 47.00           | 174,012       | 428,252        |

## Vận chuyển

### Đường sắt
Tổng công ty đường sắt Hàn Quốc
- Tuyến Gwacheon ( Tàu điện ngầm vùng thủ đô Seoul tuyến số 4)
(Tàu điện ngầm Seoul tuyến 4) ← Namtaeryeong → (Gyeonggi-do Gwacheon-si)

Công ty TNHH Shinbundang Line
- Tuyến Shinbundang
(Gangnam-gu) ← Yangjae - Yangjae Citizen's Forest - Cheonggyesan → (Gyeonggi-do Seongnam-si)

Tổng công ty vận tải Seoul
- Tàu điện ngầm Seoul tuyến số 2 tuyến vòng
(Gangnam-gu) ← Gangnam - Đại học Giáo dục Quốc gia Seoul - Seocho - Bangbae → (Dongjak-gu)
- Tàu điện ngầm vùng thủ đô Seoul tuyến số 3
(Gangnam-gu) ← Jamwon - Xe buýt tốc hành - Đại học Giáo dục Quốc gia Seoul - Xe buýt tốc hành Nambu - Yangjae → (Gangnam-gu)
- Tàu điện ngầm Seoul tuyến 4 ( Tàu điện ngầm vùng thủ đô Seoul tuyến số 4)
(Dongjak-gu) ← Namtaeryeong → (Tuyến Gwacheon)
- Tàu điện ngầm Seoul tuyến số 7
(Gangnam-gu) ← Nonhyeon - Banpo - Xe buýt tốc hành - Naebang → (Dongjak-gu)

Seoul Metro Line 9 Corporation
- Tàu điện ngầm Seoul tuyến số 9
(Dongjak-gu) ← Gubanpo - Sinbanpo - Xe buýt tốc hành - Sapyeong → (Gangnam-gu)

## Các đơn vị kết nghĩa

### Trong nước
| - Cheongyang, Hàn Quốc - Haenam, Hàn Quốc - Hoengseong, Hàn Quốc - Hwacheon, Hàn Quốc - Icheon, Hàn Quốc - Jecheon, Hàn Quốc - Nam-gu (Ulsan), Hàn Quốc | - Namwon, Hàn Quốc - Nonsan, Hàn Quốc - Sancheong, Hàn Quốc - Seocheon, Hàn Quốc - Taean, Hàn Quốc - Yesan, Hàn Quốc |

### Quốc tế
- Suginami, Nhật Bản
- Lao Sơn, Trung Quốc
- Hồng Khẩu, Trung Quốc
- Çankaya, Ankara, Thổ Nhĩ Kỳ